# Dysmilichia sutchanica
Dysmilichia sutchanica là một loài bướm đêm trong họ Noctuidae.